# Jyri Marttinen
Jyri Marttinen (ur. 1 września 1982 w Jyväskylä) – fiński hokeista, reprezentant Finlandii. 

## Kariera
- JYP U20 (1997-1998)
- JYP U20 (1999-2002)
- JYP (2001-2007)
- Malmö Redhawks (2007)
- Timrå IK (2007)
- Skellefteå AIK (2007-2010)
- Pelicans (2010-2012)
- Ässät (2012-2017)
- Lukko (2017-2018)
- Ässät (2018-2020)
- Pelikaanit (2020)
- HC 07 Detva (2020)
- GKS Katowice (2020-2021)
- Drakkars de Caen (2021-2022)
- Gladiators HT (2022-2023)
- Gyergyói HK (2023)

Wychowanek klubu JyKi w rodzinnym mieście. Karierę rozwijał w klubie JYP, także w Jyväskylä. Występował w rozgrywkach fińskiej SM-liiga, szwedzkiej lidze Elitserien. Od kwietnia 2012 ponownie zawodnik Ässät. W lipcu 2013 przedłużył kontrakt o trzy lata. W maju 2017 przeszedł do Lukko, a w październiku 2018 powrócił do Ässät. We wrześniu 2020 został zawodnikiem Pelikaanit. W drugiej połowie listopada 2020 przeszedł do słowackiej drużyny HC 07 Detva. W połowie grudnia 2020 został hokeistą GKS Katowice w rozgrywkach Polskiej Hokej Ligi. W lipcu 2021 został zaangażowany przez francuski klub Drakkars de Caen. W maju 2022 opublikowano informację o zakończeniu przez niego kariery. Mimo tego w sezonie 2022/2023 mając skończone 40 lat rozpoczął grę w drużynie Gladiators HT, w styczniu 2023 został zaangażowany w rumuńskim klubie Gyergyói HK. Po zakończeniu sezonu 2022/2023 zakończył karierę zawodniczył zapowiadając podjęcie prac trenerskiej.
Uczestniczył w turniejach mistrzostw świata juniorów do lat 20 edycji 2002, seniorskich mistrzostw świata edycji 2014.

## Sukcesy
Reprezentacyjne
- Brązowy medal mistrzostw świata juniorów do lat 18: 2002
- Srebrny medal mistrzostw świata: 2014

Klubowe
- Brązowy medal Jr. A SM-liiga: 2001 z JYP U20
- Srebrny medal mistrzostw Finlandii: 2012 z Pelicans
- Złoty medal mistrzostw Finlandii: 2013 z Ässät

Indywidualne
- Liiga (2013/2014): pierwsze miejsce w klasyfikacji minut kar w sezonie zasadniczym: 160
- Liiga (2018/2019): pierwsze miejsce w klasyfikacji średniego przebywania na lodzie w sezonie zasadniczym: 24,29